# 乳腺
乳腺（にゅうせん、英: Mammary gland、羅: Glandula mammaria）は、哺乳類の、乳汁を産生する外分泌組織。
左右対をなし、霊長類では胸部、有蹄類の大部分は鼠径部、食肉類、豚、齧歯類では腋窩から鼠径部にかけて存在する。この項では、ヒトのものについて記述する。

## 解剖
乳腺は小さな乳腺葉の塊である。

## 生理
乳腺は乳汁を分泌できる。
一般に乳腺はエストロゲンの作用によって増殖し、プロゲステロンの作用によって発達する。思春期以降による女性の第二次性徴によって、卵巣が発達し、女性ホルモンとも言われるエストロゲン、プロゲステロンの分泌増加が起こり、乳腺が発達する。主にエストロゲンは乳管の発達、プロゲステロンはエストロゲンと共に乳腺葉の発達に作用する。
またプロラクチンとオキシトシンは乳汁分泌刺激を生じる。
男性では機能退化している。しかし、男性でもエストロゲンレベルが病的に高まると乳汁を分泌するようになることがある(女性化乳房)。

## 疾患
- 思春期乳腺肥大症
- 乳腺症
- 乳腺線維腺腫
- 乳癌
- 女性化乳房